# Vincaminol
Vincaminol es un alcaloide de los alcaloides de la vinca usado para sintetizar  vincamina.
Es un alcaloide obtenido de Vinca minor (apocináceas). Vasodilatador cerebral que incrementa la circulación cerebral y la utilización de oxígeno.